# Gönen (Isparta)
Gönen ist eine Stadt und Hauptort des gleichnamigen Landkreises in der türkischen Provinz Isparta. Gönen liegt 20 Kilometer nördlich der Provinzhauptstadt und wurde 1948 zur Belediye (Gemeinde) erhoben.
Der Landkreis grenzt an den Kreis Uluborlu im Norden, den Kreis Atabey im Osten, den zentralen Landkreis (Merkez) im Süden sowie den Kreis Keçiborlu im Westen. Im Südwesten hat er auf ca. einen Kilometer eine Grenze mit der Provinz Burdur.
Der Kreis Gönen entstand 1990 durch Abspaltung von sechs Dörfern des zentralen Landkreises sowie von zwei Dörfern des Kreises Keçiborlu, hierunter waren auch die beiden Gemeinden (Belediye) Gönen und Güneykent.
Ende 2020 bestand der Keris neben der Kreisstadt aus der Belediye Güneykent (2037 Einw.) sowie fünf Dörfern (Köy) mit durchschnittlich 379 Bewohnern. Gölbaşı ist mit 632 Einwohnern das größte Dorf.